# Csörgő-forrásbarlang
A Csörgő-forrásbarlang Magyarország megkülönböztetetten védett barlangjai között van. Az Aggteleki Nemzeti Park területén található. A barlang az Aggteleki-karszt és a Szlovák-karszt többi barlangjával együtt 1995 óta a világörökség része. Fokozottan védett vízkivételi terület. Szögliget és Perkupa ivóvíz-ellátását biztosítja. Szögliget megkülönböztetetten védett három barlangja közül az egyik.

## Leírás
Szögliget északkeleti szélén, a katolikus templom mögött, hegyoldalban, a Csörgő-forrás felett, a Táncsics Mihály utcában, a vízmű védterületén, a kerítéssel elkerített vízmű épülete mellett, sziklafalban van a mesterséges, lejtő tengelyirányú, íves, kapuval lezárt, másfél méter széles és 2,5 méter magas bejárata. Néhány turistatérképen jelölve van a barlang bejáratának helye. A barlang bejárati része egy táró. A barlang körülbelül a középső triász steinalmi és wettersteini mészkő határán keletkezett a kifolyó víz és a karsztvízszint alatti oldódás miatt. A barlang a Csörgő-forrás árvízi forrásszája. Fokozottan védett vízkivételi terület. Szögliget és Perkupa ivóvíz-ellátását biztosítja. Perkupán belül a Jósvafő-Aggtelek vasútállomást is a forrás látja el ivóvízzel.
Egyszerű térformájú. Lejtős és lépcsős lejtésviszonyú. 70 m a vízszintes kiterjedése. Cseppkőlefolyás és cseppkőbekérgezés figyelhető meg benne. Ülepítő medence, világítás, lépcső, járda, vasrácsból készült híd, vízvezeték, gát, tolózár, három darab szivattyú és vízhozammérő található a víznyerés miatt nagyon átalakított barlangban. A végponti részei maradtak meg természetes állapotban. Az Aggteleki Nemzeti Park Igazgatóság engedélyével, előzetes egyeztetés alapján és kutatási céllal látogatható a barlangjáró alapfelszereléssel járható és magánterületen nyíló barlang. Előfordul, hogy nem járható a nagy víz miatt. Az Észak-Magyarországi Regionális Vízmű kezeli és hasznosítja.
A forrásbarlang felső hidrológiai rendszeréhez tartozik víznyomjelzéssel bizonyítottan a Bába-völgyi 3. sz. víznyelőbarlang, a Hangyás-nyelő, a Frank-barlang, az Acskó-forrás és az Acskóréti-nyelő. Sásdi László szerint a pleisztocén elején kezdődött el a Csörgő-forrás rendszerének a kialakulása és ettől kezdve forrásszint, azaz karsztvízszint csökkenés figyelhető meg.
Elbeszélések szerint a korábban intenzíven kutatott barlang hírhedt volt a nagyon sáros, szűk és vizes járatai miatt. A nem nagyon hosszú barlang bejárása több óráig tartott. Szögliget megkülönböztetetten védett három barlangja közül az egyik, a másik kettő a Csempész-barlang és a Pérecs-nyelő.
Előfordul a barlang az irodalmában Árvizi-forrásszáj (Házi 1978), Csörgő árvizi-forrásbarlang (Házi 1977), Csörgő-árvizi forrásbarlang (Házi 1977), Csörgő árvizi forrásszáj (Dénes 1961), Csörgő-árvízi-forrásbarlang (Székely 1979), Csörgő-barlang (Székely 1980), Csörgő-forrás barlang (Bertalan 1976), Csörgő-forrás barlangja (Házi 1980), Csörgő-forrás felső időszakos árvizi forrás (Kőrösi 1968), Csörgő-forrás kürtője (Dénes 1968), Csörgő-forrás ősi szája (Dénes 1966), Csörgő-forrás rendszere (Házi 1977), Csörgő-forrás rendszerének felső árvizi szája (Házi 1976), Csörgő-lyuk (Dénes 1966) – ez a névváltozat a neve a Csörgő-lyuknak is –, Csőrgő-forrás barlangja (Vlk 2019) és Szögligeti Árvizi-forrásbarlang (Házi 1978) neveken is. 1967-ben volt először Csörgő-forrásbarlangnak nevezve a barlang az irodalmában (Dénes 1967).

## Kutatástörténet
1958 nyarán kezdte el kutatni a Budapesti Vörös Meteor Barlangkutató Csoport. A Csörgő-forrás régi, eltömődött kitörési helyén lévő üregben bontással néhány métert előre tudtak jutni. 1961. április 6. és április 9. között a Vörös Meteor TE Barlangkutató Szakosztálya fenntartási munkákat végzett az árvízi forrásnál. Az 1961-ben kiadott Aggtelek és környéke útikalauzban az olvasható, hogy a Csörgőnek nevezett forrás felett körülbelül 50 méterrel, egy sziklafal oldalából, 10–20 évente nagy mennyiségű víz tör elő és ennél az árvízi forrásszájnál a Vörös Meteor Barlangkutató Csoport munkahelyet létesített.
Az 1963. évi Karszt- és Barlangkutatási Tájékoztatóban megjelent Dénes György tanulmány szerint a Papkerti-forrás árvízi forrása a Csörgő és a Csörgőnek is van egy nagyon ritkán működő, árvízi forrása. 1964 márciusának hóolvadásakor a Hangyás-nyelő sóval jelzett vize az Acskó-forrásból volt kimutatható és a forrásból az Acskó-réten található víznyelőbe befolyt, sóval megjelölt víz a Csörgő-forrásban jelent meg. Ezzel bebizonyosodott, hogy a Papkerti-forrás és az árvízi forrásszájai az Acskóréti-nyelővel vannak hidrográfiai kapcsolatban és elképzelhető volt a Szúnyogos-nyelővel való kapcsolatuk is. 1964 nyarán folytatták a csoport tagjai a Csörgő-forrás árvízi forrásának feltárását.
1965-ben Révész István vezetésével bontották a barlangot. Ezzel egyidőben Simsa Péter és társai felmérték a barlang járatait és elkészítették a barlang térképvázlatát. 1966-ban ellenőrző bejárások és állagfenntartási munkák történtek benne. 1967 nyarán a VM Titán Barlangkutató Csoport a Csörgő-forrás felső, időszakos árvízi forrását bontotta, de eredménytelenül. 1968-ban a Titán Barlangkutató Csoport tagjai a Csörgő-forrás mögött, a forrás középső, időszakos árvízi forrásánál aknát mélyítettek, amellyel elérték a töredezett szálkövet és a forrás vizét. A kibontott aknát dúcolással biztosították és lefedték.
1969. február 22-én nátronlúgos fluoreszceinnel lett kimutatva az Acskó-forrással és közvetve a Csörgő-forrással való hidrológiai összefüggése a Bába-völgyi 3. sz. víznyelőbarlangnak. Ezzel a vizsgálattal a Csörgő-forrás víznyomjelzéssel megállapítható vízgyűjtő területe nagyon megnőtt. 1969 márciusában fluoreszcein alkalmazásával bizonyosodott be az Acskóréti-nyelő és a Csörgő-forráscsoport hidrográfiai összefüggése.
Az 1970. évi Karszt- és Barlangkutatási Tájékoztatóban az olvasható, hogy Lakatos László részt vett a Csörgő-forrás melletti üregek feltárásában. 1976-ban a VMTE Vass Imre Barlangkutató Csoportnak volt kutatási engedélye a Csörgő-forrás feltárásához. 1976-ban a csoport bontotta a Csörgő-forrás felső árvízi száját és 5 méter mélységet ért el 2×1 méteres szelvényben egy benzinmotoros bontókalapács segítségével, valamint Gyuricza György szerkesztett hidrológiai térképet a Papkerti-forrás környékéről. 1976-ban vált országos jelentőségű barlanggá az 5400-as (Aggteleki-karszt) barlangkataszteri területen lévő, szögligeti Csörgő-forrás-barlangja.
Az 1976-ban befejezett, Magyarország barlangleltára című kéziratban két külön barlangként, Csörgő-forrás barlang (80. számú cédula) és Csörgő-lyuk (81. számú cédula) néven van leírva a Csörgő-forrásbarlang. A kézirat szerint a Csörgő-forrás barlang (Csörgő) Szögligeten, az Alsó-hegyen található. A szögligeti Papkerti-forrástól a hegyoldal felé kb. 50 m-re van a barlang bejárata. Az időszakos, árvízi forrásbarlang mesterségesen lett kibontva. A kézirat barlangot ismertető része 3 irodalmi mű alapján lett írva. A Csörgő-lyuk Szögligeten, az Alsó-hegyen található. A szögligeti Papkerti-forrástól a hegyoldal felé kb. 100 m-re van a barlang bejárata. A fosszilis és száraz forrásbarlangot 1965-ben Simsa Péter mérte fel. A kézirat barlangot ismertető része 2 irodalmi mű alapján lett írva.
1977. augusztus 15-én sikerült bejutni egy majdnem 100 m hosszú barlangrészbe, amelyben hallani lehetett az alatta folyó vizet. Ekkor az Időszakos-szifonig tudták bejárni. Ebben a hónapban Bakos István, Domokos Tibor, Kubassek János és Németh Zoltán felmérték a barlangot, majd Domokos Tibor a felmérés alapján megszerkesztette a barlang alaprajz térképét és kiterített hossz-szelvény térképét. A csoport 1977. évi jelentésébe bekerült egy Dénes György által szerkesztett rajz a Csörgő-forrás karszthidrográfiai rendszeréről. A barlang 1977-ben készült térképei és a rajz közlésre kerültek az 1977. évi MKBT Beszámolóban.
1978-ban a barlangba bevezették az áramot a munka megkönnyítése miatt. Így sikerült átjutni augusztus 18-án a végponti, második számú agyagszifonon és új részeket felfedezni. A végponton először Végh Miklós jutott keresztül. Az új szakaszban két termet is találtak, amelyek 6–7 m szélesek és 4–5 m magasak, de az aktív, patakos járatot nem érték el. A végpont ekkor az Agyag-szifon volt. A Magyar Karszt- és Barlangkutató Társulat 1978. évi fényképpályázatán Bakos Istvánnak a Cseppkőzászlók a szögligeti Csörgő-árvízi-forrásbarlangban című fényképe a harmadik lett. 1979-ben lett elérve szifonok járhatóvá tételével az aktív, patakos járat. Az addig feltárt rész 100 m hosszúnak lett becsülve.
Az 1979. évi MKBT Beszámolóban megjelent és Kubassek János által írt tanulmány szerint a barlang kialakulásában nagy szerepe volt a tektonikának. A bejárat utáni első kiöblösödés a Tölcsér-terem. Több recens cseppkőlefolyás és függőcseppkő található a barlangban, amelyben nincs szinlő. A járatokból üledékmintákat és kőzetmintákat gyűjtöttek. Kúszójáratok és néha teljesen vízzel töltött szifonok kötik össze a termeket. Az íráshoz mellékelve lett a barlang alaprajz térképvázlata, amelyen láthatóak a barlangban lévő helyek tulajdonnevei. A Vass Imre Barlangkutató Csoport 1979-ben mérte fel a barlangot a térképvázlat elkészítéséhez.
1980-ban a Vass Imre Barlangkutató Csoport és a Tektonik Barlangkutató Csoport vettek részt a barlang bontására szervezett táborban. 1980-ban a Vass Imre Barlangkutató Csoport a barlang feltárásáért és dokumentálásáért 1000 forint jutalmat kapott a Magyar Karszt- és Barlangkutató Társulattól. A csoporttagok tavasszal az első szifon medrét mélyítették. 1980 nyarán a csoport négy tagja, Bakos István, Cseri Béla, Kubassek János és Rózsa Géza szalmiákszesszel hígított és fluoreszceinnel jelzett vízzel kimutatták a Frank-barlang és az Acskó-forrás hidrológiai kapcsolatát. A barlangon átfolyó vizet 16 óra elteltével, a kevesebb mint 200 méterre fakadó Acskó-forrásban sikerült észlelni, majd később a Frank-barlang vize a Csörgő-forrásban is felbukkant. Hidrometeorológiai adatgyűjtés és kőzetmintagyűjtés történt. A kőzetminták a Magyar Állami Földtani Intézet Észak-Magyarországi Osztályának lettek elküldve elemzésre.

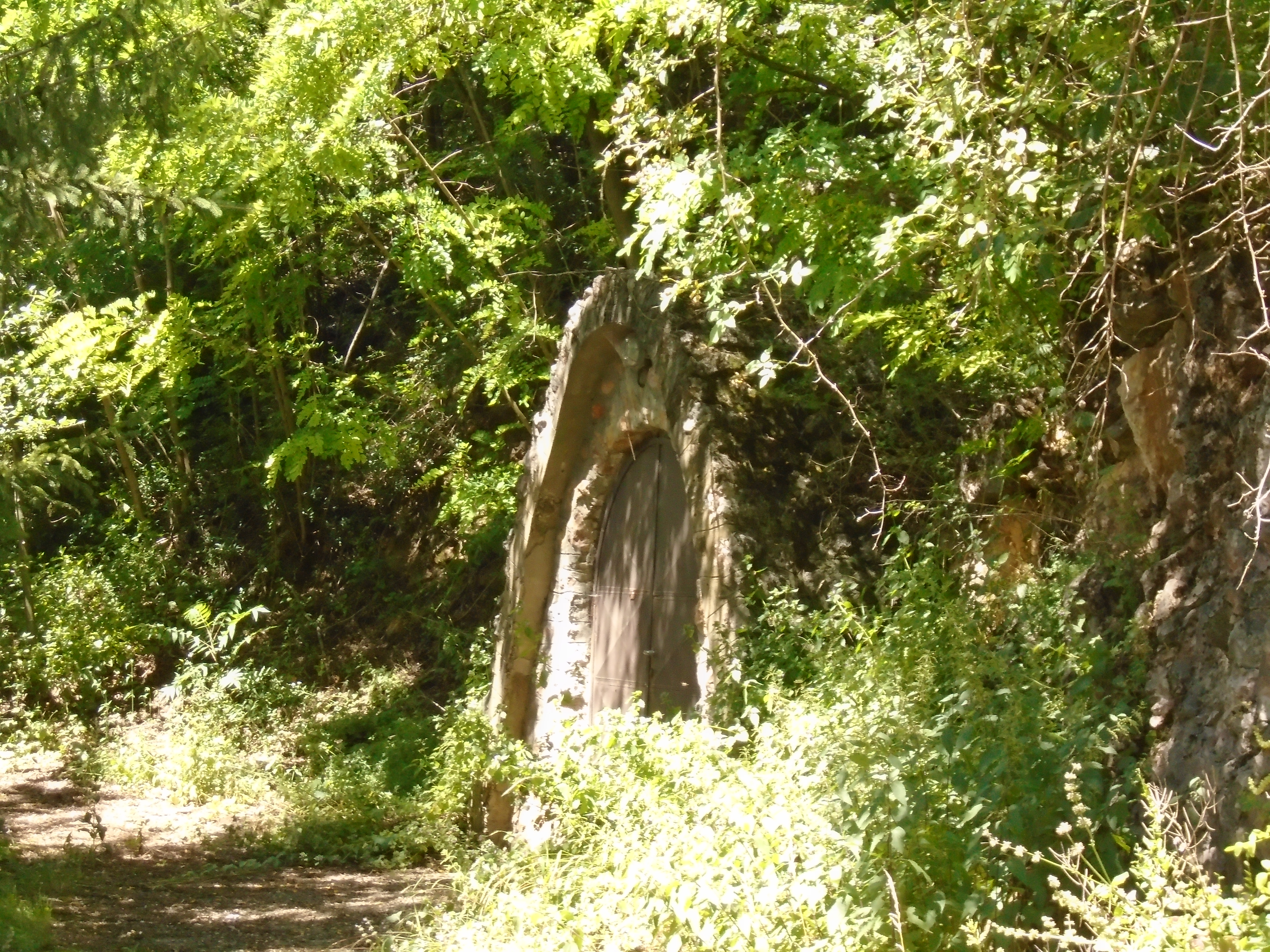
A Csörgő-forrásbarlang bejárata

1980-ban Kubassek János megjelentetett egy publikációt a barlang feltárásáról a debreceni Egyetemi Élet című kiadványban. 1982-ben a Vörös Meteor TE Vass Imre Barlangkutató Csoportnak volt kutatási engedélye a forrásbarlang rendszerének a kutatásához. 1983-ban is foglalkoztak a Csörgő-forrás barlangrendszerének a feltárásával, de eredmény nélkül. Októberben megpróbálták a patakos járat felszíni kijelölését, de ez sem sikerült. Az 1984-ben kiadott, Magyarország barlangjai című könyv országos barlanglistájában szerepel az Aggteleki-karszton lévő barlang Csörgő-forrásbarlang néven. A listához kapcsolódóan látható az Aggteleki-karszt és a Bükk hegység barlangjainak földrajzi elhelyezkedését bemutató 1:500 000-es méretarányú térképen a barlang földrajzi elhelyezkedése.
Az 1990. évi Karszt és Barlang 1. félévi füzetében megjelent tanulmányában Sásdi László megállapította, hogy a pleisztocén elején kezdődött el a Csörgő-forrás rendszerének a kialakulása és ettől kezdve forrásszint, azaz karsztvízszint csökkenés figyelhető meg. A barlang 1995 óta az Aggteleki-karszt és a Szlovák-karszt többi barlangjával együtt a világörökség része. A Nyerges Attila által 1997-ben készített szakdolgozatban meg van említve a Csörgő-forrás barlangja az Alsó-hegy magyarországi részének árvízi barlangjai és forrásbarlangjai között. 1998. május 14-től a környezetvédelmi és területfejlesztési miniszter 13/1998. (V. 6.) KTM rendelete szerint az Aggteleki Nemzeti Park Igazgatóság illetékességi területén található Csörgő-forrásbarlang az igazgatóság engedélyével látogatható.
Az 1998–1999. évi Karszt és Barlangban arról lehet olvasni, hogy Dénes György nagy körültekintéssel jelölte ki a Csörgő-forrás lehetséges árvízi forrásszájait a Csörgő-forrásbarlang feltárásakor. Ebben a kiadványban megjelent Móga János által írt tanulmány szerint a Bába-völgyi 2. sz. víznyelő barlangja is az Acskó-forrásba adja le vizét. Ezt a megállapítást azonban nem támasztják alá megfigyelések. 2005. szeptember 1-től a környezetvédelmi és vízügyi miniszter 22/2005. (VIII. 31.) KvVM rendelete szerint az Aggteleki Nemzeti Park Igazgatóság működési területén található Csörgő-forrásbarlang a felügyelőség engedélyével látogatható.
Az Aggteleki Nemzeti Park Igazgatóság működési területén lévő, 5451/30 nyilvántartási számú Csörgő-forrásbarlang, 2006. február 28-tól, a környezetvédelmi és vízügyi miniszter 8/2006. KvVM utasítása szerint, megkülönböztetett védelmet igénylő barlang. 2007. március 8-tól a környezetvédelmi és vízügyi miniszter 3/2007. (I. 22.) KvVM rendelete szerint az Aggteleki Nemzeti Park Igazgatóság működési területén lévő Csörgő-forrásbarlang az igazgatóság engedélyével tekinthető meg. 2010. augusztus 21-én emléktáblát avattak bejárata mellett. Az Aggteleki Nemzeti Park Igazgatóság működési területén lévő, 5451-30 kataszteri számú Csörgő-forrásbarlang, 2012. február 25-től, a vidékfejlesztési miniszter 4/2012. (II. 24.) VM utasítása szerint, megkülönböztetetten védett barlang. 2013. július 19-től a vidékfejlesztési miniszter 58/2013. (VII. 11.) VM rendelete szerint a Csörgő-forrásbarlang (Aggteleki Nemzeti Park Igazgatóság működési területe) az igazgatóság hozzájárulásával látogatható. 2016 májusában Borzsák Sarolta a barlang egy korábban készült térképe alapján megszerkesztette a barlang alaprajz térképvázlatát, amelyre rá lettek rajzolva a barlang mesterséges létesítményei. A térképvázlat szerint a barlang 120 m hosszú.
Az Alsó-hegy karsztjelenségeiről szóló, 2019-ben kiadott könyvben az olvasható, hogy a Csőrgő-forrás barlangja 120 m hosszú és nincs mélysége. A barlang azonosító számai: Szlovákiában 053, Magyarországon 5451/30. A könyvben publikálva lett a barlang 1979-ben készült alaprajz térképe és 1979-ben készült hosszmetszet térképe. A barlangot 1979-ben a Vass Imre Barlangkutató Csoport mérte fel, majd 1979-ben a csoport a felmérés alapján megrajzolta a barlang térképeit. A térképeket 2017-ben Luděk Vlk digitalizálta. A kiadványhoz mellékelve lett az Alsó-hegy részletes térképe. A térképet Luděk Vlk, Mojmír Záviška, Ctirad Piskač, Jiřina Novotná, Miloš Novotný és Martin Mandel készítették. A térképen, amelyen fekete ponttal vannak jelölve a barlangok és a zsombolyok, látható a Csörgő-forrásbarlang (5451/30, 053) földrajzi elhelyezkedése. 2021. május 10-től az agrárminiszter 17/2021. (IV. 9.) AM rendelete szerint a Csörgő-forrásbarlang (Aggteleki Nemzeti Park Igazgatóság működési területe) az igazgatóság engedélyével látogatható. A 13/1998. (V. 6.) KTM rendelet egyidejűleg hatályát veszti.

## További irodalom
- Hazslinszky Tamás: Az északborsodi Alsóhegy karsztjának néhány hidrográfiai kérdése. Hidrológiai Közlöny, 1965. 6. sz. 259–266. old.
- Kubassek János: A Csörgő-forrás barlangjának feltárása. Az 1980. évi, debreceni „Egyetemi Élet” című folyóiratban.